# فهرست گرجی‌ها
این مجموعه فهرستی از مشاهیر گرجی می باشد.

## سیاستمداران و رهبران
- پارناواز یکم ، پادشاه ایبریا
- واختانگ یکم ، پادشاه ایبریا
- داویت چهارم ، پادشاه گرجستان
- ملکه تامار ، ملکه گرجستان
- کتوان شهید (کتایون) ، ملکه کاختی
- پارسمان دوم ، پادشاه ایبریا
- هرادامیزد ، پادشاه ارمنستان

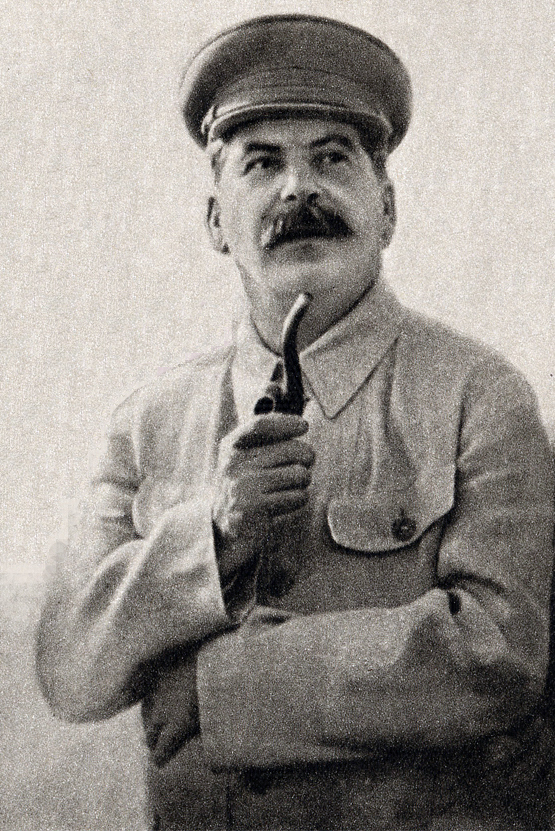
جوزف استالین ، رهبر اتحاد جماهیر شوروی یک گرجی تبار بود

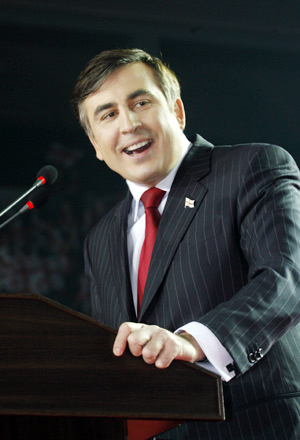
رئیس جمهور سابق گرجستان میخیل ساآکاشویلی

- ایراکلی دوم ، پادشاه حکومت کارتلی کاختی
- جوزف استالین ، رهبر اتحاد جماهیر شوروی
- زویاد گامساخوردیا
- ادوارد شواردنادزه
- لاورنتی بریا
- میخیل ساآکاشویلی
- دیوید زالکالیانی ، رئیس سابق کمیته وزیران شورای اروپا و وزیر امورخارجه کنونی گرجستان

### نمایندگان مجلس
- آرچیل تالاکوادزه

## شخصیت های نظامی

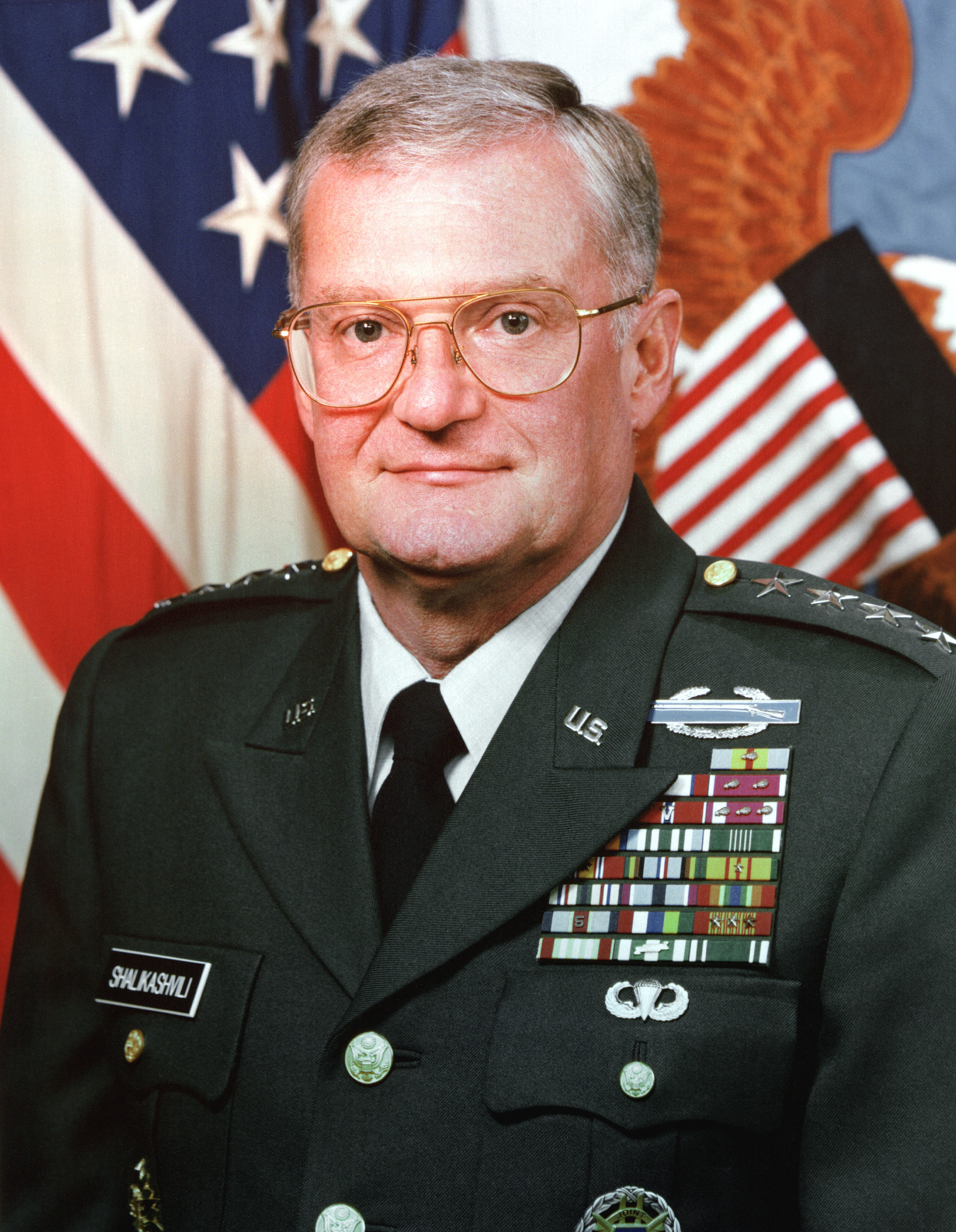
ارتشبد جان شالیکاشویلی

- گریگوری پاکوریانوس
- گیورگی ساآکادزه
- الله‌وردی خان
- امامقلی خان
- داود خان
- رستم خان سپهسالار
- یوسف‌خان گرجی
- لاورنتی بریا
- جان شالیکاشویلی

## رهبران مذهبی
- آنتیموز

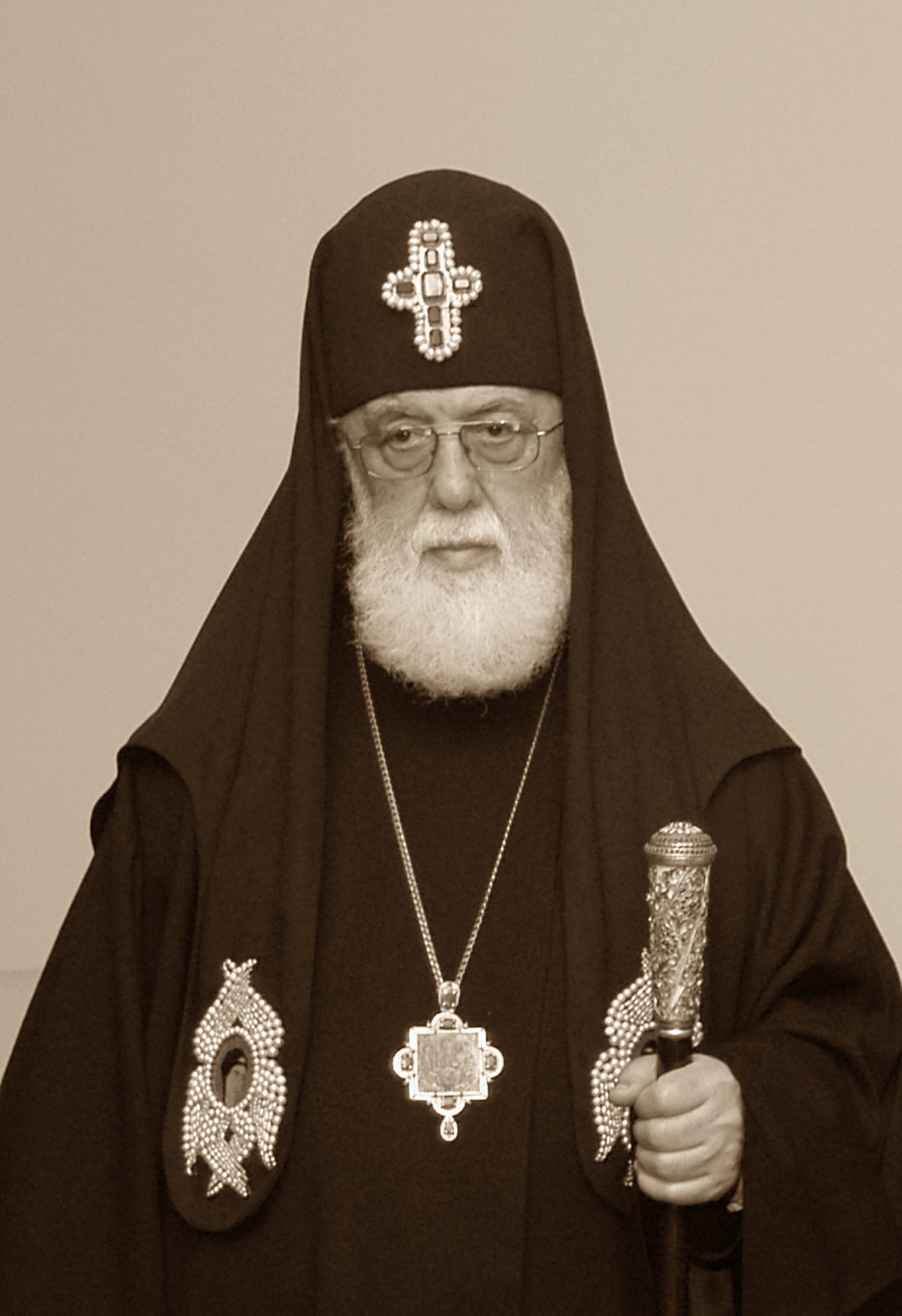
ایلیای دوم

- ایلیای دوم رهبر کلیسای ارتدکس گرجی و پاتریارک گرجستان

## دانشمندان

### قرون وسطا
- پیتر ایبریایی

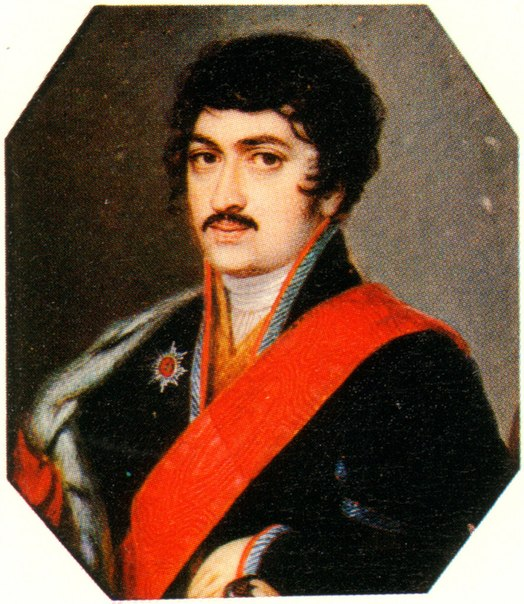
شاهزاده تهمورث باگراتیونی ، دانشمند گرجی

- گیورگی آتوس ؛ راهب ، خوشنویس و دانشمند
- ایوانه پتریسی
- آرسن ایقالتوئلی
- سولخان-سابا اوربلیانی
- تهمورث باگراتیونی

### مدرن
- دیوید چوبیناشویلی
- نیکولوز موسخلیشویلی
- مایکل گرگور
- واختانگ جوبادزه
- الن کارر دانکوس
- مانانا کوچلادزه
- گیورگی دوالی
- سولومون دوداشویلی
- رواز دوگونادزه
- سیمون جاناشیا
- ایوانه جاواخیشویلی
- الکساندر کارتولی
- مراب مامارداشویلی
- روئین مترولی
- الکساندر نادیرادزه
- نیکولاس مار
- الکساندر برودین

## شخصیت های فرهنگی

### بازیگران
- لیلا آباشیدزه
- وریکو آنیاپاریدزه
- سوفیکو چیائوریلی
- واختانگ کیکابیدزه
- اوتار کوبریدزه
- گئورگی ناکاشیدزه
- مراب نینیدزه
- سرگو زاکاریادزه

### رقصندگان باله

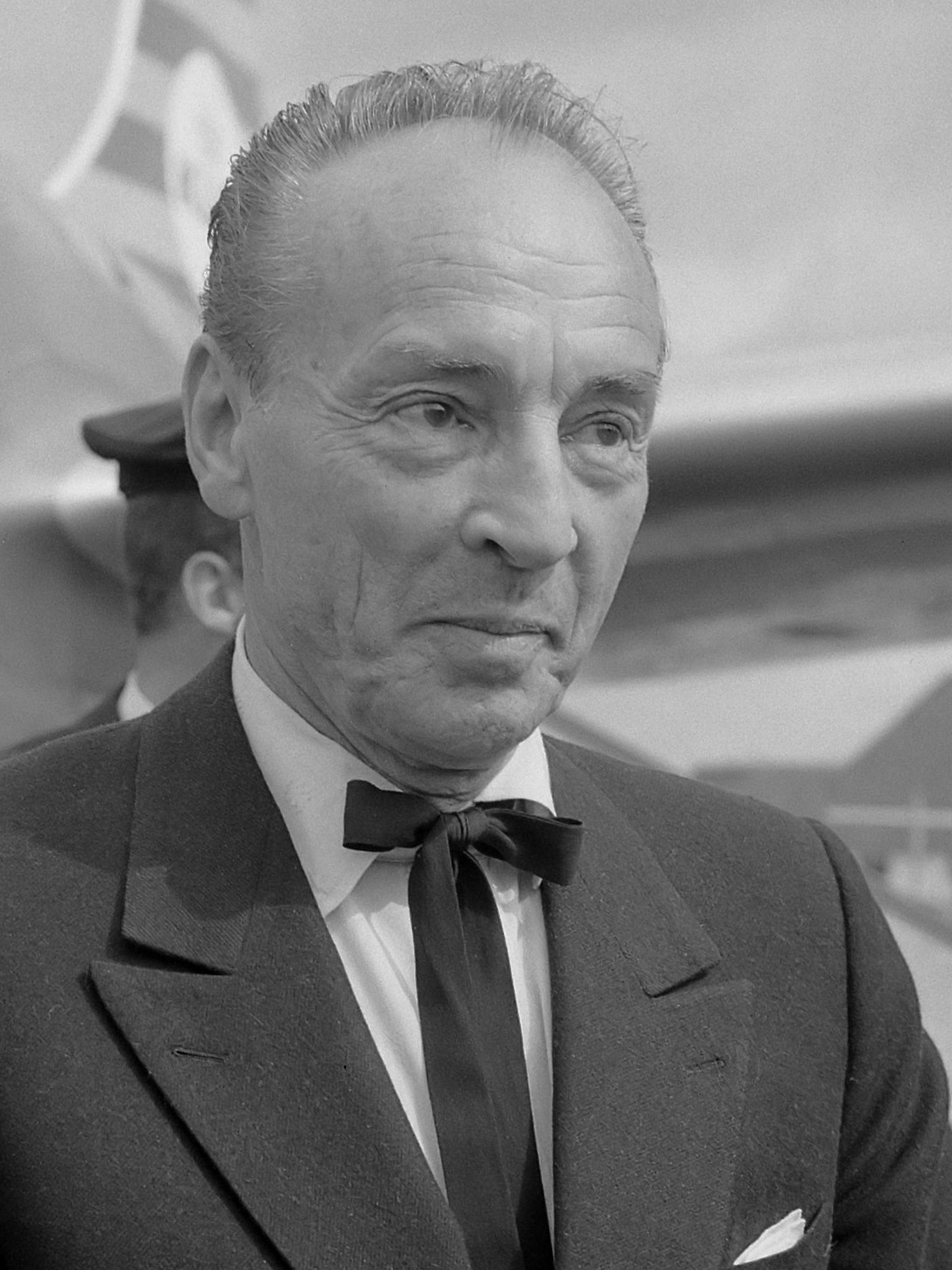
جرج بلنچین ، پدر باله آمریکایی

- نینا آنانیاشویلی
- جرج بلنچین

### آهنگسازان
- گیا قانچلی
- الکساندر برودین
- ذکریا پالیاشویلی

### فیلمسازان

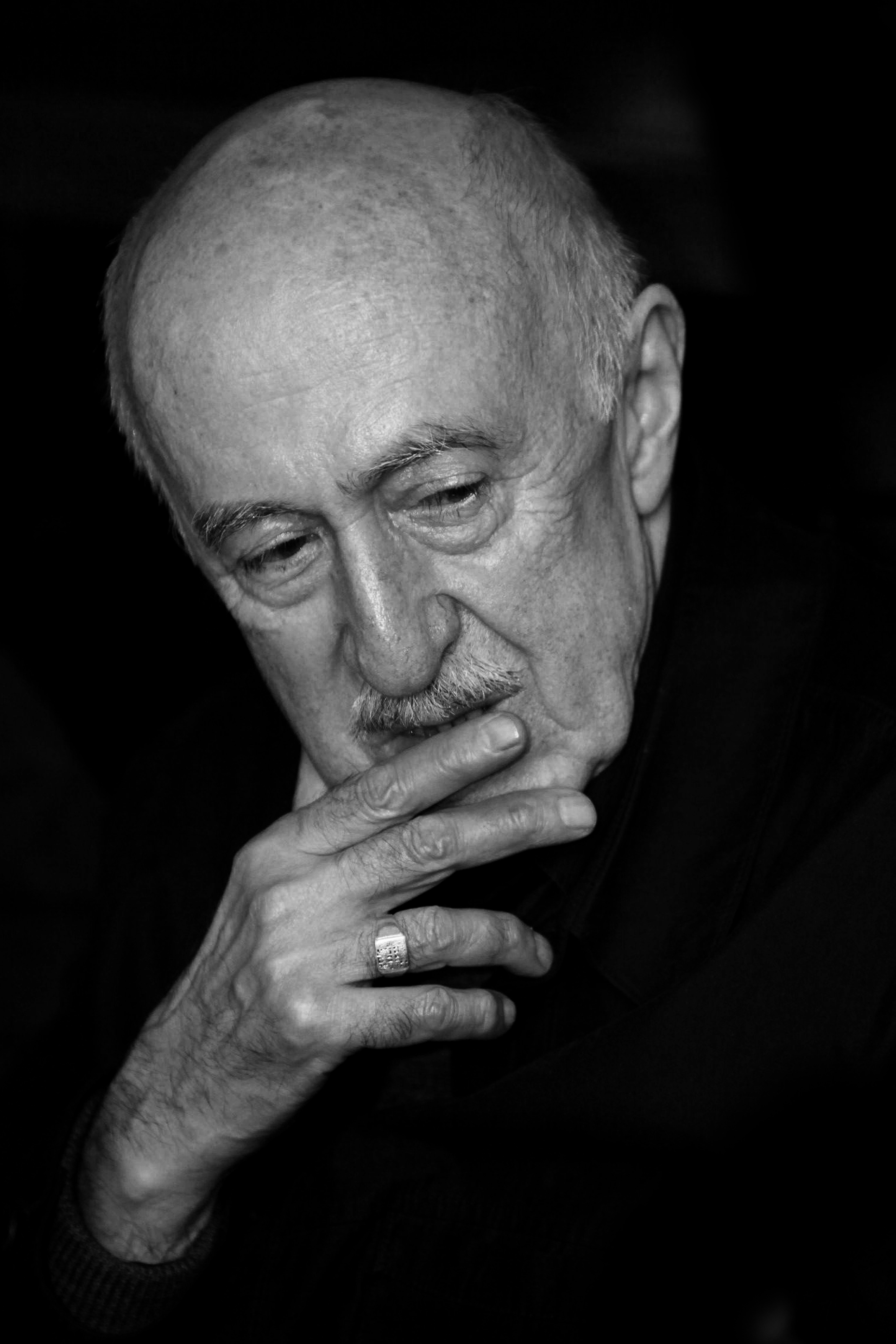
اوتار یوسلیانی ، برنده جایزه خرس نقره ای بهترین کارگردان

- میخائیل کالاتازوف
- دودو آباشیدزه
- تنگیز آبولادزه
- میخائیل چیائوریلی
- گیورگی دانلیا
- لوان گابریادزه
- اوتار یوسلیانی
- مارلین خودسیف
- گئورگی شنگلایا
- سیکو دولیدزه
- مانانا آناساشویلی

### خوانندگان اُپرا
- گیورگی دانلیا
- ناتلا نیکولی

### نقاشان
- علی‌قلی جبه‌دار
- نیکو پیروسمانی

### نوازندگان
- خاتیا بونیاتیشویلی
- لیزا باتیاشویلی

### شاعران
- نیکولوز باراتاشویلی
- بسیکی
- الکساندر چاوچاوادزه
- ایلیا چاوچاوادزه
- داویت گورامیشویلی
- واژا پشاولا
- شوتا روستاولی
- آکاکی تسرتلی

### عکاسان
- آنتوان سوریوگین

### مجسمه سازها
- زوراب تسرتلی

### خوانندگان
- نیاز دیاسامیدزه
- کتی ملوآ

### نویسندگان
- سولخان-سابا اوربلیانی
- نودار دومبادزه
- یاکوب گوگباشویلی
- تیموتی گاباشویلی
- آرسن ایقالتوئلی
- یاکوب تسورتاولی

## ورزشکاران
- شوتا آرولادزه
- گیورگی آسانیدزه
- زوراب آزمافراشویلی
- مایا چیبوردانیدزه
- نونا گاپرینداشویلی
- کاخی کاشیاشویلی
- کاخا کالادزه
- زازا پاچولیا
- رومن روروا
- لاشا تالاخادزه
- گوتشا تسیتسیاشویلی
- نیکولوز تسکیتیشویلی

## تاجران و سرمایه داران
- الکس داربلوف
- تامیر ساپیر
- بیدزینا ایوانیشویلی
- بدری پاتارکاتسیشویلی
- الکساندره جاپاریدزه
- آکاکی خوشتاریا
- دیوید یاکوباشویلی
- شالوا چیگیرینسکی
- میخائیل میریلاشویلی
- یتزچاک میریلاشویلی

## مشاهیر دیگر
- نینو کیپیانی
- سوفو خالوشی
- زویاد کواتچانتاریدزه
- شیرعلی خان گرجی
- اوتارخان گرجی
- خسرو بیک گرجی